# Laurent Louis
Laurent Louis, nacido en 1980, fue un diputado de la Cámara de Representantes del Parlamento Federal belga.

## Trayectoria
Laurent Louis es conocido por ser un militante anti-pedofilia. Fue miembro del partido del Parti populaire, del que fue expulsado meses después de su ingreso. En 2011 creó su propio partido, el "Mouvement pour la liberté et la démocratie", que disolvió en 2013 para apostar por la desaparición de todos los partidos políticos.
En 2015 fue condenado por negación del Holocausto a una sanción económica y a una pena de prisión, que fue suspendida, de 6 meses.

## Polémicas

### Caso Marc Dutroux
En 2012, Laurent Louis amenazó con publicar las fotos de la autopsia de Julie y Melissa, las dos víctimas del pedófilo Marc Dutroux, en Internet para denunciar la institucionalización de la pedofilia en Bélgica. Por eso fue acusado de utilizar la pederastia como trampolín para su propio beneficio. El 20 de abril de 2012, en su página de Facebook, Laurent Louis indicó que Albert Mahieu le había dado el dossier del caso Dutroux antes de su muerte, pidiéndole que siguiera denunciando la pedofilia en Bélgica. Como resultado de su comportamiento, la Cámara de Representantes le retiró la inmunidad parlamentaria par que se sea procesado.

### Elio Di Rupo
En marzo de 2014 se refirió en sesión parlamentaria a Elio Di Rupo, primer ministro de Bélgica y abiertamente gay como "Señor pedófilo, señor primer ministro". Esta salida de tono indignó al resto de diputados seguramente conocedores de los horrores posiblemente cometidos por sus compañeros de trabajo de la Cámara ya que las denuncias de pederastia implican incluso al primer ministro. Pero nadie Abucheó a Laurent Louis. Ante la negativa de Louis de abandonar la tribuna, una parte del establishment belga lo acusó de intentar avivar la homofobia como estrategia electoral para las Elecciones al Parlamento Europeo de 2014.

## Publicación
- Debout, subtítulo la biographie de l'accident de la démocratie, autobiografía, 2014.